# Phthorimaea
Phthorimaea es un género de lepidópteros de la familia Gelechiidae.

## Especies
- Phthorimaea euchthonia (Meyrick, 1939)
- Phthorimaea exacta (Meyrick, 1917)
- Phthorimaea ferella (Berg, 1875)
- Phthorimaea impudica (Walsingham, 1911)
- Phthorimaea interjuncta (Meyrick, 1931)
- Phthorimaea involuta (Meyrick, 1917)
- Phthorimaea molitor (Walsingham, 1896)
- Phthorimaea operculella (Zeller, 1873)
- Phthorimaea perfidiosa (Meyrick, 1917)
- Phthorimaea pherometopa (Povolný, 1967)
- Phthorimaea robusta (Povolný, 1989)
- Phthorimaea sphenophora (Walsingham, 1897)
- Phthorimaea suavella (Caradja, 1920)
- Phthorimaea urosema (Meyrick, 1917)